# Butano
El butano, también llamado n-butano, es un hidrocarburo saturado, parafínico o alifático, inflamable, gaseoso que se licúa a presión atmosférica a -0,5 °C, formado por cuatro átomos de carbono y por diez de hidrógeno, cuya fórmula química es C4H10. También puede denominarse con el mismo nombre a un isómero de este gas: el isobutano o metilpropano.
El butano comercial es un gas licuado, obtenido por destilación del petróleo, compuesto principalmente por butano normal (60%), propano (9%), isobutano (30%) y etano (1%).
Como es un gas incoloro e inodoro, en su elaboración se le añade un odorizante (generalmente un mercaptano) que le confiere olor desagradable. Esto permite que se detecte en caso de fugas, porque al ser muy volátil puede acumularse en un recinto y provocar una explosión.
Para extinguir un fuego originado por gas butano se emplean distintos métodos, como dióxido de carbono (CO2), polvo químico o niebla de agua.

## Fugas de gas
Los escapes de un gas inflamable fuera de la estructura que lo contiene son peligrosos, pues ese gas podría producir una grave deflagración al entrar en contacto con una llama.

## Historia
La primera síntesis de butano fue lograda accidentalmente por el químico británico Edward Frankland en 1849 a partir de yoduro de etilo y zinc, pero no se había dado cuenta de que el radical etilo dimerizaba e identificó erróneamente la sustancia.
El propio descubridor del butano lo llamó "hidruro de butilo", pero ya en la década de 1860 se utilizaron más nombres: "hidruro de butilo", "hidruro de tetril", "dietil", "etil etiluro" y otros. August Wilhelm von Hofmann en su nomenclatura sistémica de 1866 propuso el nombre "quartano", y el nombre moderno se introdujo en inglés a partir del alemán hacia 1874.
El butano no tuvo mucho uso práctico hasta la década de 1910, cuando W. Snelling identificó el butano y el propano como componentes de la gasolina y descubrió que, si se enfriaban, podían almacenarse en un estado licuado de volumen reducido en recipientes presurizados.

## Densidad

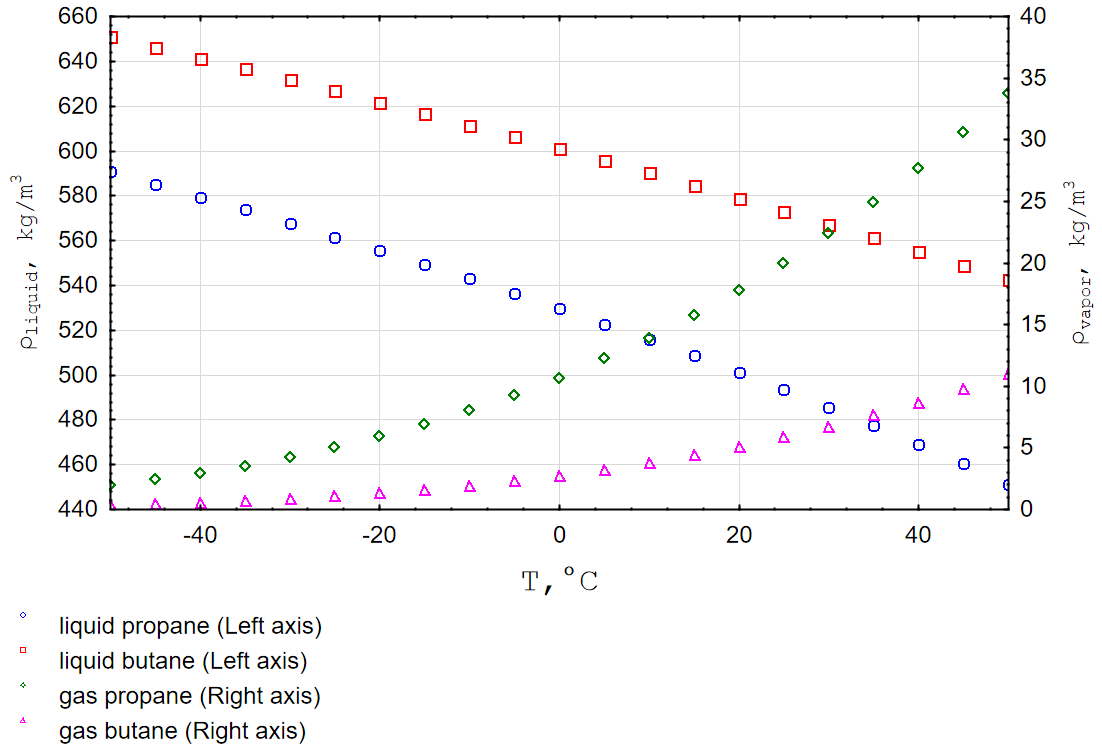
Datos de densidad del propano y butano

La densidad del butano depende en gran medida de la temperatura y la presión en el yacimiento. Por ejemplo, la densidad del propano líquido es de 571,8±1 kg/m3 (para presiones de hasta 2 MPa y temperatura de 27±0,2 °C), mientras que la densidad del butano líquido es de 625,5±0,7 kg/m3 (para presiones de hasta 2 MPa y temperatura de -13±0,2 °C).

## Isomeros
| Nombre común        | butano normal butano no ramificado n-butano | isobutano i-butano |
| nombre IUPAC        | butano                                      | metilpropano       |
| diagrama molecular  |                                             |                    |
| Dagrama esquelético |                                             |                    |

La  rotación alrededor del enlace químico central C-C produce dos conformaciones diferentes (trans y gauche) para el n-butano.

## Reacciones

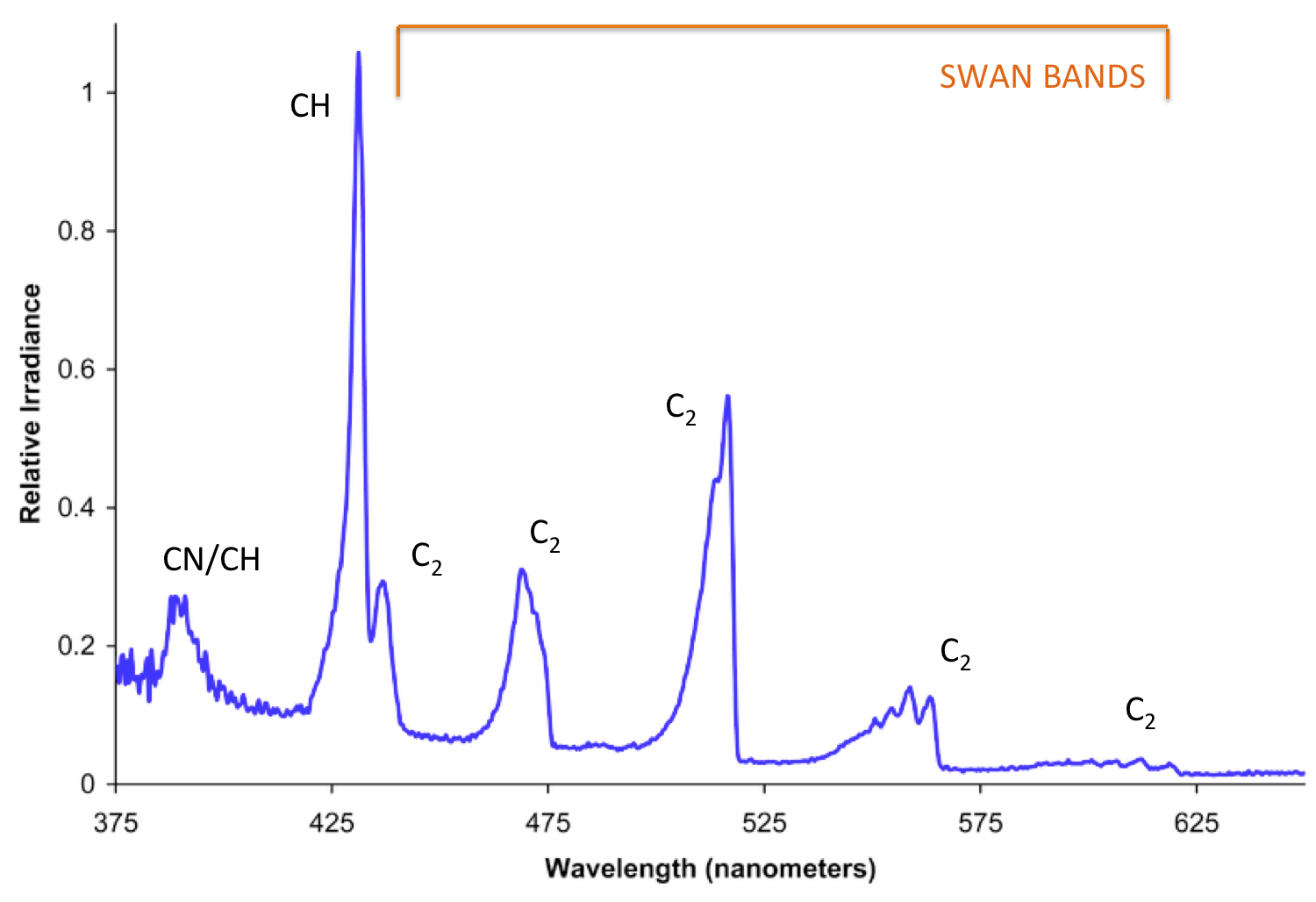
Espectro de la llama azul de un soplete de butano que muestra la emisión de la banda radical molecular CH y la banda Swans de C_{2}.

Cuando el oxígeno es abundante, el butano arde formando dióxido de carbono y vapor de agua; cuando el oxígeno es limitado, también puede formarse carbono (hollín) o monóxido de carbono. El butano es más denso que el aire.
Cuando hay suficiente oxígeno:
2 C4H10 + 13 O2 → 8 CO2 + 10 H2O
Cuando la cantidad de oxígeno es limitada:
2 C4H10 + 9 O2 → 8 CO + 10 H2O
En peso, el butano contiene aproximadamente 49.5 MJ/kg (13.8 kWh/kg; 22.5 MJ/lb; 21,300 Btu/lb) o en volumen líquido 29.7 megajoules per liter (8.3 kWh/L; 112 MJ/U.S. gal; 107,000 Btu/U.S. gal).
La temperatura máxima de  llama adiabática del butano con aire es de 2243 Kelvin (1969,9 °C).
El n -Butano es la materia prima del proceso catalítico de DuPont para la preparación de anhídrido maleico:
2 CH3CH2CH2CH3 + 7 O2 → 2 C2H2(CO)2O + 8 H2O
El n-Butano, como todos los hidrocarburos, sufre una cloración por radicales libres que da lugar a 1-cloro y 2-clorobutanos, así como a derivados más clorados. Las velocidades relativas de cloración se explican en parte por las diferentes  energías de disociación de enlaces, 425 y 411 kJ/mol para los dos tipos de enlaces C-H.

## Usos
El butano normal puede utilizarse para la mezcla de gasolina, como gas combustible, disolvente para la extracción de fragancias, solo o mezclado con propano, y como materia prima para la fabricación de etileno y butadieno, un ingrediente clave del caucho sintético. El isobutano lo utilizan principalmente las refinerías para mejorar (aumentar) el octanaje de la gasolina de automoción.
Para la mezcla de gasolina, el n-butano es el principal componente utilizado para manipular la presión de vapor Reid (RVP). Dado que los combustibles de invierno requieren una presión de vapor mucho mayor para que los motores arranquen, las refinerías aumentan la RVP mezclando más butano en el combustible. El n-Butano tiene un número de octano de investigación (RON) y número de octano de motor (MON) relativamente altos, que son 93 y 92 respectivamente.
Cuando se mezcla con propano y otros hidrocarburos, la mezcla puede denominarse comercialmente gas licuado de petróleo (GLP). Se utiliza como componente de la gasolina, como materia prima para la producción de productos petroquímicos básicos en el craqueo a vapor, como combustible para encendedores de cigarrillos y como  propelente en aerosoles como desodorantes.
Las formas puras de butano, especialmente el isobutano, se utilizan como refrigerantes y han sustituido en gran medida al agotamiento de la capa de ozono [en frigoríficos, congeladores y sistemas de aire acondicionado. La presión de funcionamiento del butano es inferior a la de los halometanos, como el Freón-12 (R-12), por lo que los sistemas de R-12, como los de los sistemas de aire acondicionado de los automóviles, cuando se convierten a butano puro, funcionan mal. En su lugar, se utiliza una mezcla de isobutano y propano para obtener un rendimiento del sistema de refrigeración comparable al uso de R-12.
El butano también se utiliza como combustible para encendedores comunes o soplete de butano y se vende embotellado como combustible para cocinar, barbacoas y estufas de campamento. En el siglo XX, la Braun (empresa) de Alemania fabricó un producto inalámbrico para el peinado del cabello que utilizaba butano como fuente de calor para producir vapor.
Como combustible, a menudo se mezcla con pequeñas cantidades de mercaptanos para dar al gas no quemado un olor ofensivo fácilmente detectable por la nariz humana. De este modo, las fugas de butano pueden identificarse fácilmente. Aunque el sulfuro de hidrógeno y los mercaptanos son tóxicos, están presentes en niveles tan bajos que la asfixia y el peligro de incendio por el butano se convierten en una preocupación mucho antes que la toxicidad. La mayoría del butano disponible en el mercado también contiene algo de aceite contaminante, que puede eliminarse mediante filtración y que, de lo contrario, dejará un depósito en el punto de ignición y puede llegar a bloquear el flujo uniforme del gas.
El butano utilizado como disolvente para la extracción de fragancias no contiene estos contaminantes y el gas butano pueden causar explosiones de gas en zonas mal ventiladas si las fugas pasan desapercibidas y se encienden con una chispa o una llama. El butano purificado se utiliza como disolvente en la extracción industrial de aceites de cannabis.

## Aplicaciones

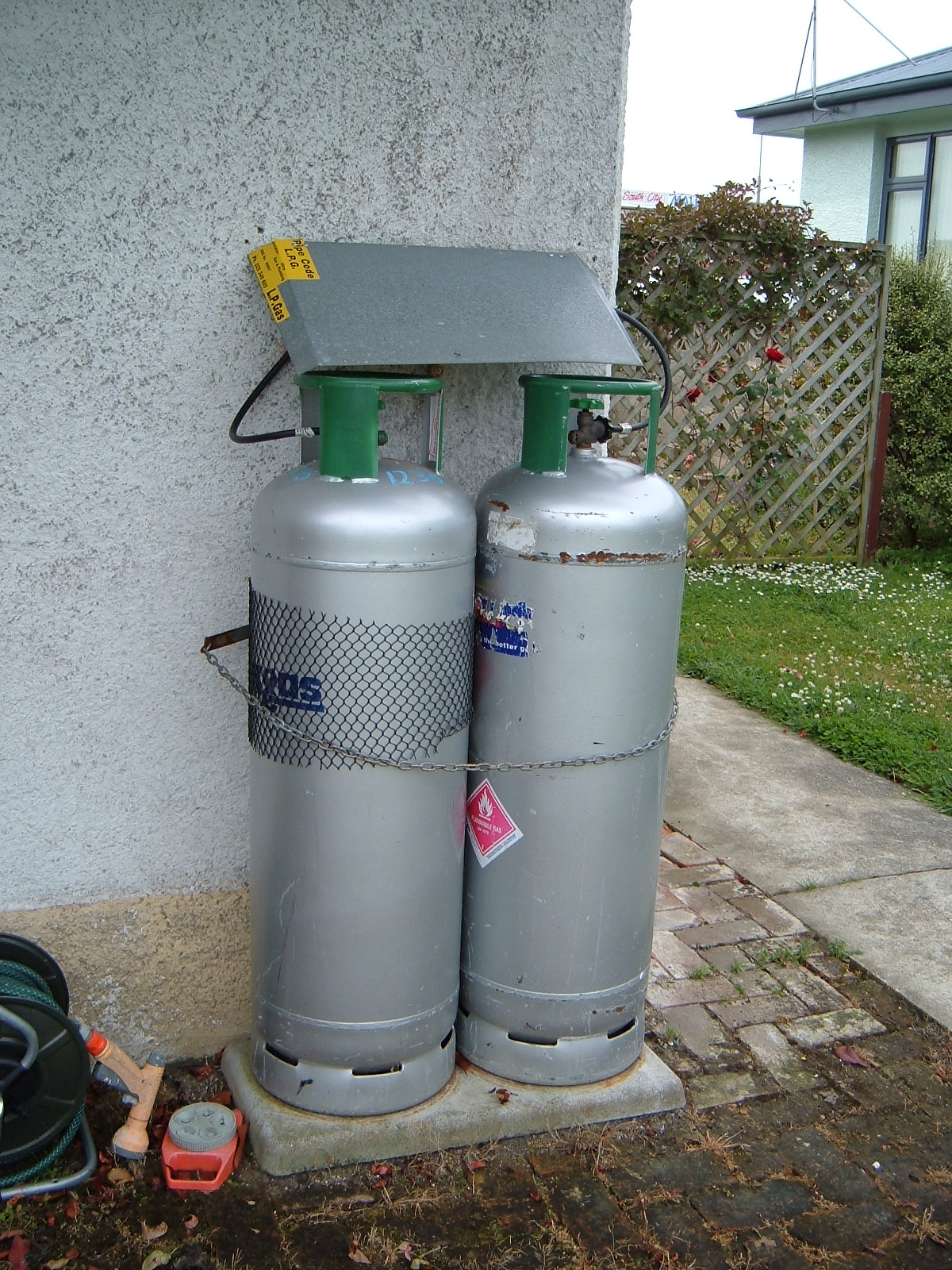
Gas Butano doméstico

La principal aplicación del gas butano (C4H10) es como combustible en hogares para cocinar, calentar agua, en estufas y en los encendedores de gas de bolsillo. 

### En España
En España el gas butano se transporta en la típica, bombona o garrafa de butano, que es un envase cilíndrico, de paredes de acero, normalmente de color naranja (también llamado por ello "color butano"), y que contiene 12,5 kg de butano, que en su mayor parte está en estado líquido, a presión. También existen nuevas bombonas de butano más ligeras, fabricadas con acero inoxidable en lugar de hierro fundido.
Su regulación aparece en el Real Decreto 1085/1992 de 11 de septiembre por el que se aprueba el Reglamento de la actividad de distribución de Gases Licuados del Petróleo. En su artículo 22, determina las obligaciones de los titulares de los contratos de dicho suministro. Entre ellas, se encuentra la revisión de la instalación cada cinco años por una empresa instaladora legalmente habilitada para ello. Similares medidas se han tomado en otros países.
En su estado puro, el butano es inodoro; sin embargo, para hacerlo más fácilmente detectable en el caso de fugas, se le añade sulfuro de mercaptano como compuesto odorizador  que lo hace perceptible al olfato antes de que la mezcla de butano y aire pueda ser explosiva.

## Propiedades física-químicas
Su fórmula estructural es:
- Color: incoloro.
- Olor: sustancia inodora cuando es pura, por lo que se le añade otra sustancia (normalmente el  metil mercaptano), de olor característico, para detectar fugas.
- Densidad relativa de vapor (aire=1): 2.1.
- Densidad en estado líquido (a 16 °C): 0,582 g/cm³
- Solubilidad en agua: 3.25 ml/100 ml a 20 °C.
- Punto de ebullición: -1 °C.
- Punto de fusión: -138 °C.
- Masa molar: 58 g/mol.
- Poder calorífico superior: 49 608 kJ/kg aprox.
- Entalpía de combustión: -2 880 kJ/mol.

## Efectos sobre la salud
El butano no es tóxico, aunque al ser más pesado que el aire tiende a desplazarlo y puede provocar la muerte por asfixia al impedir que el aire llegue a los pulmones y oxigene la sangre.
La inhalación de butano puede causar euforia, somnolencia, inconsciencia, asfixia, trastornos del ritmo cardíaco, fluctuaciones en la presión sanguínea, pérdida temporal de la memoria, cuando se abusa directamente de un recipiente presurizado, y puede resultar en la muerte por asfixia y fibrilación ventricular. Entra al torrente sanguíneo y, en segundos produce intoxicación.
El butano es la sustancia volátil más comúnmente mal utilizada en el Reino Unido y fue la causa del 52% de las muertes relacionadas con solventes en 2000. Al rociar butano directamente en la garganta, el chorro de líquido puede enfriarse rápidamente hasta −20 °C por expansión, causando prolongado laringoespasmo. Un "síndrome de muerte súbita", descrito por primera vez, en 1970, es la causa única más común de muerte relacionada con solventes, lo que resulta en el 55% de casos fatales conocidos.
Una pequeña cantidad de dióxido de nitrógeno, un gas tóxico, resulta de la quema de gas butano, junto con cualquier combustión en la atmósfera de la Tierra, y representan un peligro para la salud humana, por calentadores y estufas a butano.

## Referencias

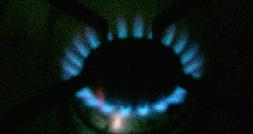
Gas doméstico.